# Albero III. von Kuenring

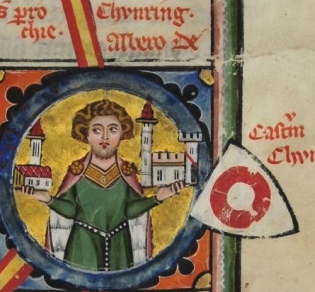
Albero III. von Kuenring

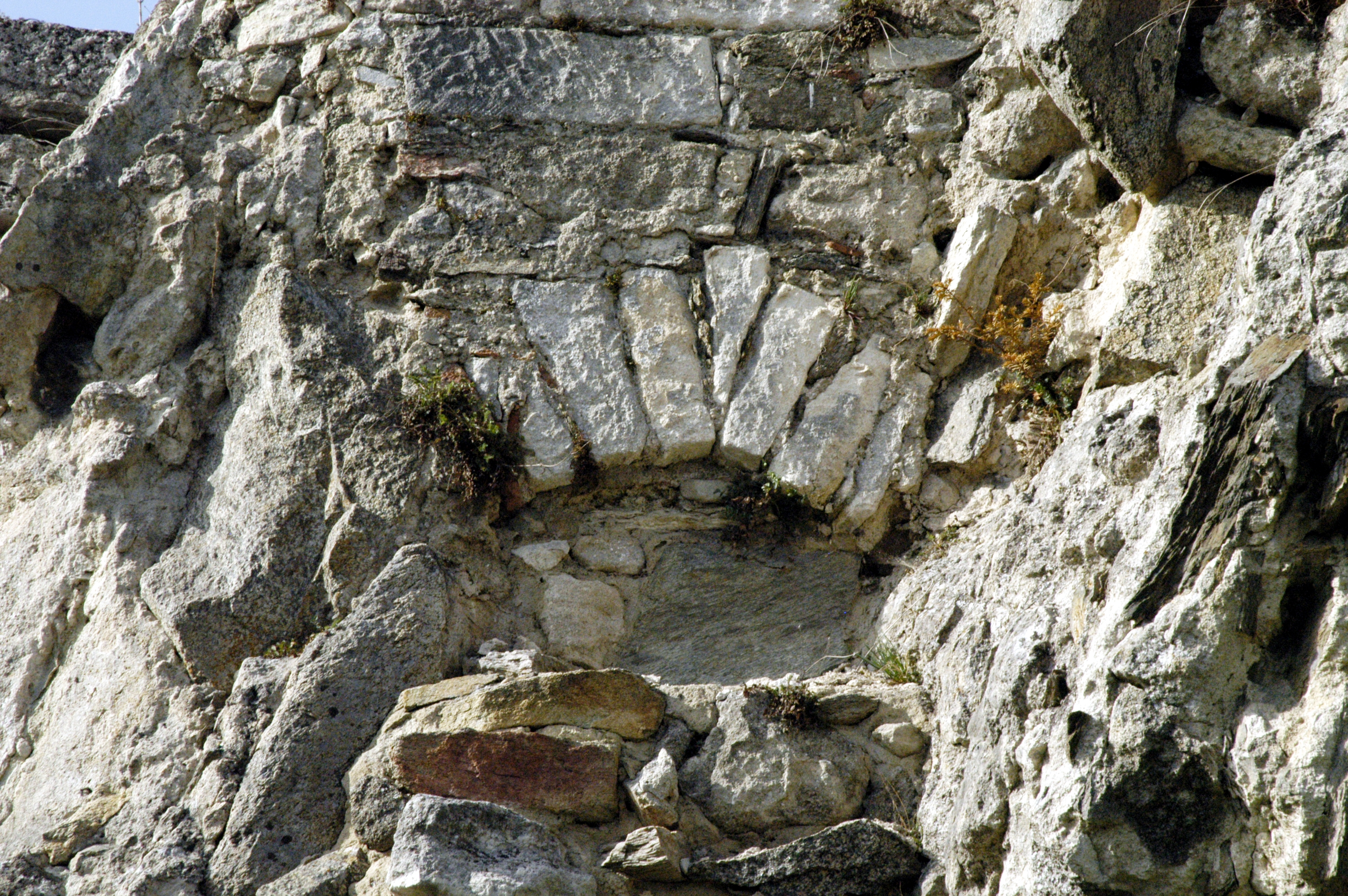
Mauerrest der Burg Kühnring

Albero III. von Kuenring (* um 1115; † 15. August 1182) war ein Ministerialadeliger aus dem Geschlecht der Kuenringer in Ostarrîchi.

## Leben
Der 1137 erstmals urkundlich erwähnte Albero III. von Kuenring dürfte zwischen 1115 und 1120 als Sohn von Albero I. geboren sein. Durch Erbschaft gelangte er zu erheblichem Besitz. So erbte er von seinem Vater sowie dessen Brüdern und deren Söhnen große Güter vor allem am linken Donauufer. 1138 gelangte er nach dem Tod von Hadmar I. in den Besitz der Burg Kühnring, der Stammburg der Familie, die Hadmar kurz zuvor erbaut hatte. Von da an begann sich der Name Kuenring als Name einer Familie durchzusetzen, die zu den vornehmsten Ministerialen der Babenberger gehörte.
Als Markgraf Leopold IV. Herzog von Bayern wurde, kämpfte Albero an dessen Seite 1136 bis 1141 gegen die Welfen. Vermutlich begleitete er dessen Bruder und Nachfolger Heinrich II. Jasomirgott 1147 bis 1149 auf dem Zweiten Kreuzzug und wohnte der Erhebung der Markgrafschaft zum Herzogtum (Privilegium Minus) am 17. September 1156 in Regensburg im Gefolge des Herzogs bei. Albero wird oft auch bei Schenkungen an Klöster sowie als Zeuge bei Gerichtstagen genannt.
Er vergrößerte durch Zuwendungen an das von Hadmar I. gegründete Zisterzienserkloster Zwettl dessen Besitz und förderte den Bau der Klostergebäude und der Kirche.
Im Nordwald (mittelalterliche Bezeichnung für die Waldgebiete gegen Böhmen vom Oberpfälzer Wald über den Bayerischen Wald und den Böhmerwald bis zum Waldviertel) wurde der Herrschaftsschwerpunkt im Grenzgebiet zu Mähren ausgebaut und um 1160 erhielten die Kuenringer das Patronat über Weitra.
Albero ließ in Zistersdorf eine Kirche errichten, deren Einweihung im Jahre 1160 die erstmalige urkundliche Erwähnung des Ortes zur Folge hatte. Nach Alberos Tod wurde Zistersdorf um 1250 von den Kuenringern als mit Mauern umgebene Stadt gegründet, der 1284 das Stadtrecht verliehen wurde.
Seiner Ehe mit Elisabeth, über deren Herkunft nichts bekannt ist, entstammen zwei Kinder, Gisela und Hadmar II. Albero starb am 15. August 1182 und wurde im Kapitelsaal von Stift Zwettl bestattet.